# 罗伯特·奥尔德姆·扬
罗伯特·奥尔德姆·扬（英語：Robert Oldham Young，1952年3月6日—）是一名美国理疗师，他和他的碱性食物减肥法、“酸碱体质”理论因一度登上奥普拉秀而出名，节目上他宣称自己治愈了一位罹患乳腺癌的、名叫做金·廷卡姆（Kim Tinkham）的女性，但此人实际在节目播出不久之后就因乳腺癌去世。
他的理论因缺乏科学证据和实际效果而备受质疑，而他本人则于2014年1月因盗窃罪和无证行医罪被捕，2017年6月被判三年零八个月有期徒刑。2018年11月，圣地亚哥法庭判其赔偿一名癌症患者1.05亿美元。

## 生平
其個人網站聲稱他在1970年代早期曾獲獎學金在猶他大學讀生物學和商學，但沒有畢業。之後前往倫敦為耶穌基督後期聖徒教會傳教兩年。美國的克萊頓自然健康學院（Clayton College of Natural Health）曾頒給他數個學位（包括一個1995年授予的Ph.D及一個1999年授予的「自然療法博士」（ND）學位），但這實際是一所野雞大學。

## 外部连接
- 官方网站